# ビデオボーイ
ビデオボーイは、日本の男性誌。AV情報誌を兼ねたグラビア誌である。1984年創刊。月1回刊行。英知出版から出版されていた。
1983年に創刊した『月刊ビデオボーイ』とは異なる（後述）。

## 概要
『朝日年鑑1985』は、「ビデオ雑誌も1984年の流行分野の一つ」と、『ビデオスポット』(秋田書店・月刊)、『ビデパル』(東京三世社・月刊)などと並んで本誌を特筆した。
1991年には月12万部の売り上げを記録。この頃には特別編集などという名目で写真集も発行している。
2004年4月11日、英知出版は新宿区の新宿ロフトプラスワンで、「ビデオボーイ20周年イベント」を開催した。川奈まり子がMCを務め、ゲストで蒼井そら・宝月ひかる・吉沢明歩・飯沢もも・三津なつみ・杉作J太郎が出演した。
2007年3月30日、英知出版および同社の親会社は収益低下のため営業を停止した。負債総額は23億2千万円に上った。『ビデオボーイ』、『Bejean』その他の月刊誌は、2006年5月に他の出版元に移管していたので、倒産の影響を受けなかった。しばらくの間ジーオーティーから出版されるが、2013年休刊。その他、自前のウェブサイトを運営し、動画のダウンロードとAV女優のプロフィールを提供していた。2020年2月現在、ビデオボーイ.tvとして存続している。

### その他
(有)ジェイ・リストの所有者であるPeter Payneは、「AVスターたちの動向を追うには素晴らしい雑誌だ」と述べる。ジェイ・リストは、漫画・アニメその他オタク関連の日本製品を国外にネット通販する会社である。

## 月刊ビデオボーイ
『ビデオボーイ』に先行して、1983年9月に創刊された『月刊ビデオボーイ』というビデオ雑誌がある。宇宙企画が「ビデオ・パッケージした雑誌」で60分、6,600円であった。当時はまだ家庭用ビデオデッキやレンタルビデオ店が十分普及しておらず時期尚早で、2号で撤退したという。